# Битољско-преспански партизански одред
Битољско-преспански народноослободилачки партизански (НОП) одред „Даме Груев“ формиран је 6. јула 1942. године код села Златари на планини Бигла, (ресенски крај) од људства са битољско-преспанског подручја. Ускоро после формирања његови борци извршили су прву акцију, уништивши општинску зграду и одржали скуп у селу Смилеву, 2. августа 1942. године. Одред је извршио нападе на бугарске снаге у селима Кажани (на полицијску станицу и војни логор 18/19. августа ), Златари 21. августа, Сопотско 21. октобра, и осталим местима. После тога се поделио на две групе и пребацио се на територију око Ресена, која је била под италијанском окупацијом. Из састава одреда је 5. септембра 1942. издвојено људство из битољског краја и формирана чета "Јане Сандански". До краја 1942. Одред је нападао сеоске општине, бугарске окупаторске полицијске станице и одржавао политичке зборове.
У току зиме 1942/1943, окупатор је предузео оштре репресивне мере да уништи партизанске јединице у Македонији. Тада су Одред и чета "Јане Сандански", подељени у групе, успели да се одрже,и политички деловали по селима битољско-преспанског подручја. По директиви Главног штаба Македоније, чета "Јане Сандански" у марту 1943. поново улази у састав Одреда који се крајем месеца пребацио на костурско-леринско подручје (грчка територија), где је са грчким партизанским одредом Вичо развио политичку активност међу македонским становништвом, нападао сеоске општине и разоружавао сеоске контрачете (априлу и мају 1943. године), које су бугарске и италијанске окупаторске власти организовале су борбу против партизанских јединица. Ове акције дале су видне резултате, тако да су сељаци без отпора предавали оружје и приступали партизанским јединицама. Преименован у Преспанско-охридски НОПО, Одред је пребачен у Преспу, где је формирао Народноослободилачке одборе у 19 села, вршио диверзантске акције и нападао мање бугарско-италијанске посаде, страже, полицијске станице и граничне карауле. По одлуци Главног штаба Македоније главнина Одред је 17. јула 1943. пошао из Преспе у Дебарце (охридски срез), да би се повезала с јединицама 1. оперативне зоне ради заједничког дејства стварања слободне територије на том подручју. Овде је Одред стално нападао на мања непријатељска упоришта и организовао органе народне власти, док 28. августа 1943. није ушао у састав 1. батаљона „Мирче Ацев“ 2. оперативне зоне. Део Одреда који је остао у Преспи и задржао исти назив, продужио је своју активност. Приликом капитулације Италије Одреда је, 12. септембра,  са Битољским одредом Гоце Делчев разоружао мање италијанске делове код села Љубојна (близу Ресна), запленивши при томе доста оружја, муниције и друге ратне опреме. Том приликом партизанским јединицама је пришло 28 Италијана, од којих је 24. септембра 1943. формирана на Кајмакчалану италијанска партизанска чета Гарибалди. Од одреда Дамјан Груев и Гоце Делчев формиран је 11. новембра 1943. самостални партизански батаљон Стеван Наумов, који је половином децембра ушао у састав 1. македонско-косовске ударне бригаде. Наредбом 2. битољске оперативне зоне од 28. септембра 1944. поново је формиран Битољски НОП одред (називан још Битољско-преспански и Битољско-прилепски), јачине око 180 бораца. Дејствовао је под командом 49. дивизије до ослобођења Македоније.

## Народни хероји НОП одреда „Даме Груев“
- Петар Божиновски
- Овадија Естреја Мара
- Илија Јовановски Цветан
- Јосиф Јосифовски Свештарот - политички комесар
- Вангел Нечевски